# ولایت‌رود
ولایت‌رود یا ولاترو روستایی از توابع بخش آسارا شهرستان کرج در استان البرز ایران است. مردم این روستا به گویش ولاترویی زبان مازندرانی (طبری) سخن می‌گویند.

## جمعیت

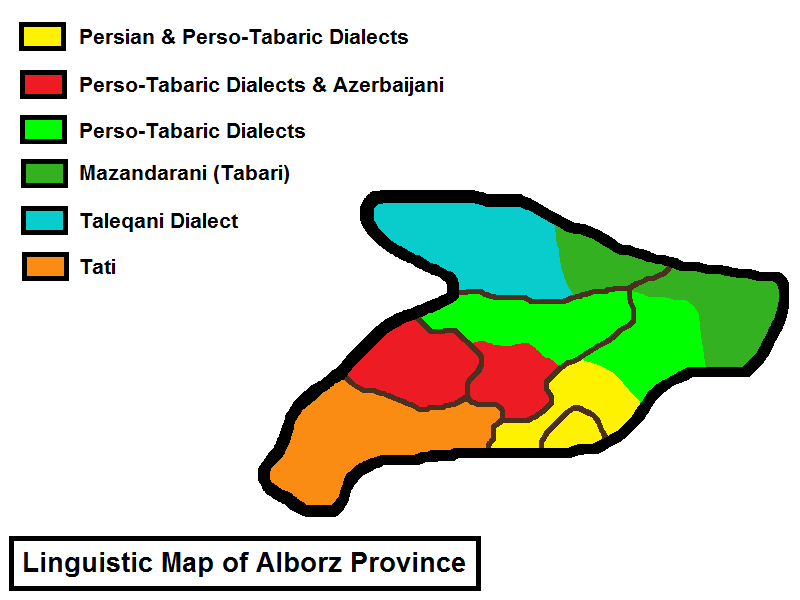
نقشهٔ زبانی استان البرز : رنگ زرد زبان فارسی و گویش‌های فارسی-مازندرانی(کرجی) ، رنگ قرمز گویش‌های فارسی-مازندرانی و آذربایجانی ، رنگ سبز روشن گویش‌های فارسی-مازندرانی ، رنگ سبز تیره زبان مازندرانی ، رنگ آبی گویش تاتی طالقانی ، رنگ نارنجی زبان تاتی

این روستا در دهستان نسا قرار دارد و براساس سرشماری مرکز آمار ایران در سال ۱۳۸۵، جمعیت آن ۱۸۵۵ نفر (۴۸۵ خانوار) بوده‌است.